# Salach
Salach là một thị trấn thuộc huyện Göppingen ở Baden-Württemberg ở miền nam Đức. Đô thị này có diện tích 8,32 km², dân số thời điểm 31 tháng 12 năm 2020 là 8080 người..